# Лагуна-Бланка (озеро)
Лагу́на-Бла́нка (исп. Laguna Blanca) — бессточное озеро в Чили, расположено на территории провинции Магальянес одноимённой области на высоте 140 метров над уровнем моря. Площадь водного зеркала 160 км². Форма озера — овальная, оно вытянуто с севера на юг, имеет длину 22 километра и ширину 10 километров. Глубина — небольшая, берега песчаные. Западный берег частично заболочен.
Площадь водосборного бассейна составляет 850 км². В озеро впадают реки Эль-Мансано, Ла-Леона, Жаннет, ручьи Бельявиста, Матео и Вагнер.
Прибрежная флора представлена в основном растениями из семейств ситниковые и злаки, преобладающие виды — Puccinellia magellanica, Sarcocornia fructicosa, Acaena sericea. В окрестностях озера отмечалась популяция дарвинова нанду — нелетающей птицы.